# Харук Михайло Михайлович
Михайло Михайлович Харук (нар. 29 липня 1999, Ільці, Верховинський район, Івано-Франківська область, Україна) — український сноубордист, що виступає у слаломі. Чемпіон та бронзовий призер зимової Універсіади 2023 року, чемпіон світу серед юніорів.

## Статистика виступів

### Чемпіонат світу
| Рік                           | Місто                         | ПС                            | ПГС                           |
| Чемпіонат світу серед юніорів | Чемпіонат світу серед юніорів | Чемпіонат світу серед юніорів | Чемпіонат світу серед юніорів |
| ----------------------------- | ----------------------------- | ----------------------------- | ----------------------------- |
| 2016                          | Рогла, Словенія               | 41                            | 33                            |
| 2017                          | Кліновець, Чехія              | 11                            | 17                            |
| 2018                          | Кардрона, Нова Зеландія       | 8                             | 21                            |
| 2019                          | Рогла, Словенія               | 1                             | 6                             |
| Чемпіонат світу               |                               |                               |                               |
| 2021                          | Рогла, Словенія               | 35                            | 50                            |
| 2023                          | Бакуріані, Грузія             | 24                            | 27                            |

### Кубок світу
| Сезон   | Дата               | Місто                     | ПС  | ПГС | ПСК |
| ------- | ------------------ | ------------------------- | --- | --- | --- |
| 2017-18 | 14 грудня 2017     | Карецца, Італія           | —   | 65  | —   |
| 2017-18 | 15-16 грудня 2017  | Кортіна-д'Ампеццо, Італія | 64  | 59  | —   |
| 2017-18 | 5 січня 2018       | Лакендорф, Австрія        | —   | 57  | —   |
| 2017-18 | 12 січня 2018      | Бад-Гастайн, Австрія      | 60  | —   | —   |
| 2017-18 | 20 січня 2018      | Рогла, Словенія           | —   | 62  | —   |
| 2017-18 | 21 січня 2018      | Рогла, Словенія           | —   | 56  | —   |
| 2017-18 | 26 січня 2018      | Бансько, Болгарія         | —   | 45  | —   |
| 2017-18 | 28 січня 2018      | Бансько, Болгарія         | —   | 49  | —   |
| 2019-20 | 14 грудня 2019     | Кортіна-д'Ампеццо, Італія | —   | 53  | —   |
| 2019-20 | 11 січня 2020      | Скуоль, Швейцарія         | —   | 26  | —   |
| 2019-20 | 14-15 січня 2021   | Бад-Гастайн, Австрія      | 17  | —   | 19  |
| 2019-20 | 18 січня 2020      | Рогла, Словенія           | —   | 49  | —   |
| 2019-20 | 25-26 січня 2021   | П'янкавалло, Італія       | 36  | —   | 24  |
| 2020-21 | 12 грудня 2020     | Кортіна-д'Ампеццо, Італія | —   | 45  | —   |
| 2020-21 | 17 грудня 2020     | Карецца, Італія           | —   | 43  | —   |
| 2020-21 | 9 січня 2021       | Скуоль, Швейцарія         | —   | 53  | —   |
| 2020-21 | 12-13 січня 2021   | Бад-Гастайн, Австрія      | 57  | —   | 16  |
| 2020-21 | 20-21 березня 2021 | Берхтесґаден, Німеччина   | 47  | —   | 16  |
| 2021-22 | 16 грудня 2021     | Карецца, Італія           | —   | 46  | —   |
| 2021-22 | 18 грудня 2021     | Кортіна-д'Ампеццо, Італія | —   | 58  | —   |
| 2021-22 | 8 січня 2022       | Скуоль, Швейцарія         | —   | 65  | —   |
| 2021-22 | 11 січня 2022      | Бад-Гастайн, Австрія      | DSQ | —   | —   |
| 2021-22 | 14 січня 2022      | Зімонхйое, Австрія        | —   | 26  | —   |
| 2022-23 | 15 грудня 2022     | Карецца, Італія           | —   | 40  | —   |

### Універсіада
| Рік  | Місто            | ПС | ПГС |
| ---- | ---------------- | -- | --- |
| 2023 | Лейк-Плесід, США | 3  | 1   |